# Борис Мартић
Борис Мартић (енгл. Boris Martić; 4. јун 1987) српски је рагбиста и капитен Орлова, који тренутно игра за Црвену звезду. Са Црвено-белима је освојио 1 национални куп и 2 титуле првака Србије. Мартић игра и за репрезентацију Србије у рагбију 7, а 2015. проглашен је за најбољег играча у Србији.